# Iakîmivka (Iakîmivka), Nîjnohirskîi
Iakîmivka (în ucraineană Якимівка) este localitatea de reședință a comunei Iakîmivka din raionul Nîjnohirskîi, Republica Autonomă Crimeea, Ucraina.

## Demografie
Componența lingvistică a localității Iakîmivka
     Rusă (65,9%)
     Tătară crimeeană (16,49%)
     Ucraineană (15,81%)
     Alte limbi (0,06%)
Conform recensământului din 2001, majoritatea populației localității Iakîmivka era vorbitoare de rusă (65,9%), existând în minoritate și vorbitori de tătară crimeeană (16,49%) și ucraineană (15,81%).